# 谢勇 (1932年)
谢勇（1932年—），原名谢贵春，男，山东文登人，中华人民共和国政治人物，曾任中共黑龙江省纪委书记，黑龙江省人大常委会副主任。